# Sinkaietk
Sinkaietk (Southern Okanagon, Lower Okanagon), južna grana Isonkuaíli ili Okanagon Indijanaca nastanjeni u središnjem dijelu sjevernog Washingtona. Ponekad se klasificiraju zajedno s Okanagonima i nazivaju Southern ili Lower Okanagon. Sinkaietki su se sastojali od četiri bande poznate kao Kartar, Konkonelp, Tonasket i Tukoratum. Posljednja banda Tukoratum zajedno sa skupinom .tskowa'xtsEnux ili Moses Columbia uči će u sastav plemena Sinkakaius. Kao i ostali Okanagoni to su bili lovci, ribari i sakupljači (bobice i korjenje) koji su zime provodili u polupodzemnim nastambama a ljeti u kolibama od hasura ili kore. Prakticirali su ritualni izolaciju 'nećistih'  (menstrualnih) djevojaka i trudnih žena koje su djecu rađale u posebno za to izgrađenim izoliranim nastambama.  Jezično pripadaju porodici Salishan. Danas s Colville Indijancima žive na rezervatu Colville u Washingtonu.